# Jonathan Schell

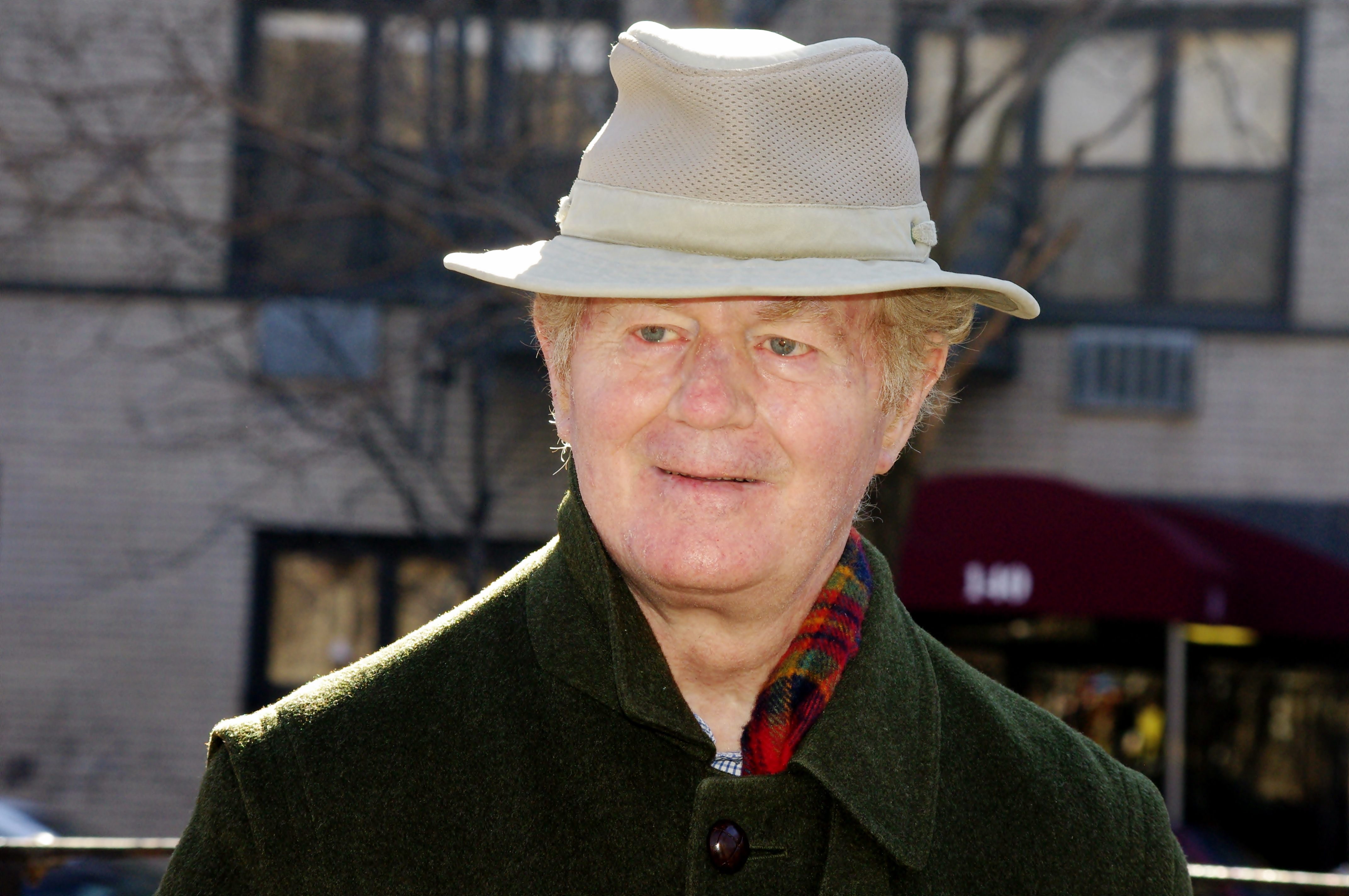
Schell im Tompkins Square Park in New York, Februar 2012

Jonathan Schell (* 21. August 1943 in New York City; † 25. März 2014 ebenda) war ein US-amerikanischer Friedensaktivist, Autor und Journalist.

## Werdegang
Schell war 1967 bis 1987 beim The New Yorker als Kolumnist. Bekannt wurde er 1982 durch sein Buch „The Fate of the Earth“ (Alfred Knopf Verlag), das zuerst als Artikel im New Yorker erschien und sich mit den katastrophalen Folgen eines möglichen Kriegs mit Kernwaffen befasst, was er in den USA ins Bewusstsein der Öffentlichkeit brachte. Es wurde ein Bestseller, der auch für den Pulitzer-Preis und den National Book Award nominiert war und den Los Angeles Times Book Prize erhielt. Von 1990 bis 1996 war er Kolumnist für Newsday und New York Newsday. Er schrieb aber auch für andere Magazine wie Harpers und Foreign Affairs.
Er lehrte unter anderem an der Emory University, der Princeton University, der New York University und der Wesleyan University. 1987 (Institute of Politics) und 2002 (am Shorenstein Center) war er Fellow an der 
Harvard University. 2003 lehrte er an der Yale Law School und war Fellow am Center for the Study of Globalization an der Yale University. Seit 1998 war er Harold Willens Peace Fellow am Nation Institute und Korrespondent für deren The Nation Magazine. Er trat häufig im US-Fernsehen auf vor allem zu Fragen der nuklearen Abrüstung. Er kritisierte 2002/03 auch den Einmarsch von US-Truppen im Irak.
2000 erhielt er den Lannan Award für Sachbücher.

## Bücher
- The Village of Ben Suc, 1967
- The Military Half, 1968
- The Time of Illusion, 1976
- The Fate of the Earth, 1982.
  - Das Schicksal der Erde. Gefahr und Folgen eines Atomkrieges. Piper, München 1982, ISBN 3-492-02802-0. (Platz 1 der Spiegel-Bestsellerliste in den Jahren 1982 und 1983)
- The Abolition, 1984
- History in Sherman Park, 1987
- The Real War, 1988
- Observing the Nixon Years, 1989
- The Gift of Time, 1998
- The Unfinished Twentieth Century, 2001
- The Unconquerable World. Power, Nonviolence, and the Will of the People, 2003
  - Die Politik des Friedens. Macht, Gewaltlosigkeit und die Interessen der Völker. Hanser 2004.
- A Hole in the World: A Story of War, Protest and the New American Order, 2004
- The Seventh Decade: The New Shape of Nuclear Danger, 2007